# Sauris
|  | Per a altres significats, vegeu «saures». |

Sauris (alemany Zahre) és un municipi italià, dins de la província d'Udine. L'any 2007 tenia 424 habitants. És situat dins la Val Lumiei, a la Cjargne. Limita amb els municipis d'Ampezzo, Forni di Sopra, Forni di Sotto, Ovaro, Prato Carnico i Vigo di Cadore (BL). Constitueix una illa lingüística de l'alemany, semblant a la parla de Tirol. Hi ha la seu d'un Centre Etnogràfic s haus van der Zahre.

## Administració
| Període | Identitat        | Partit        |
| ------- | ---------------- | ------------- |
| 2004-   | Stefano Lucchini | Llista cívica |